# ファーストサマーウイカのオールナイトニッポン0(ZERO)
『ファーストサマーウイカのオールナイトニッポン0(ZERO)』（ファーストサマーウイカのオールナイトニッポンゼロ）は、ニッポン放送をキーステーションに2020年3月31日（3月30日深夜）から2023年3月18日（3月19日深夜）まで全国22局ネットで放送されていたラジオ番組。
タレント・歌手のファーストサマーウイカがパーソナリティを務める。

## 概要
2019年11月16日に単発特番として放送された後、2020年3月9日に行われたオールナイトニッポン0(ZERO)の新パーソナリティの記者会見でレギュラー化が発表された。
この記者会見で、ファーストサマーウイカは「去年の秋から、運気が想像を絶するハイスピードで上がってる。来年あたり死ぬんちゃうかなと思う」としながらも「深夜ならではの人を傷つけない悪口や品のない楽しい話をしていきたい。何かとネットニュースになるような…」と抱負を述べている。
オールナイトニッポンのプロデューサーの冨山雄一は今回の起用について「ウイカさんについては、女性の話せるパーソナリティで考えていった中で、2019年度の特番を振り返り、「しゃべりの伸びしろを感じるよね」という話になりました。1人しゃべりだと、ある程度人生のバックボーンや経験値があるとトークに深みが出るので、ウイカさんの人生経験の厚みにも期待しての起用です。」と述べている。
2021年3月10日、『オールナイトニッポン0』枠の編成に関する記者会見が行われ、ウイカが登壇し、この番組の継続が発表された。
番組の通称は「土手」で、パーソナリティのウイカが自称「東京23区内で最も土手が高い女」である事から来ている。リスナーはそれぞれ「土手チン（男性）」「土手ガール（女性）」「土手ランナー／土手リスナー（通称）」と呼ばれている。2021年1月26日には、番組初のオリジナルグッズとしてリスナーの考案で開発した「土手ジャージ」が完全受注生産で発売された。
長らく番組としてのノベルティは存在せず、番組でTENGAの話題を出した事で典雅から大量のTENGAグッズが送られてきたために、ウイカがその時の気分でそれらのグッズをメール採用者に贈っていたが、2021年11月の放送でウイカの発案でリスナーからステッカー案を公募することが決定。3週にわたる選考の末、リスナーのデザイン案をもとにした3種類のステッカーが製作され、メール採用者にそれぞれをランダムで送られることになった。
2022年2月28日（3月1日深夜）放送分にて、同年3月末をもってこの番組を終了する事を発表した。これについて、ファーストサマーウイカは、「『ファーストサマーウイカのオールナイトニッポン0（ZERO）』は2022年3月いっぱいで終了することとなりました」と述べた上で「残念なんですけども、急なお知らせですみません」「残りわずかですけどよろしくお願いいたします」とリスナーに対して番組の終了の報告をした。そして、ファーストサマーウイカは、自身のツイッターアカウントに、リスナーに対して、「ラストまで駆け抜けるのでヨロシク」とツイートした。また、ファーストサマーウイカの自身のインスタグラムにおいても、「2年間続いたファーストサマーウイカのオールナイトニッポン0　土手ラジオが3月いっぱいで終わります!残念すぎ!!!!」と述べた上で「来週（3月8日（7日深夜））の放送で話せる限り（経緯について）話します　土手チン土手ガールに何度助けられたことか寂しいけど、最後まで悲しみ吹き飛ばして駆け抜けるので、3/28 までよろしくお願いします～!!」と投稿した。
そして、ファーストサマーウイカが2022年3月8日（7日深夜）に改めて番組の終了について「ちょっとね、希望を持たせてしまっていたかもしれませんけど、１部には上がりません。すいません。正真正銘のフィニッシュでございます」と述べた上で、2021年から2022年にかけての年末年始に番組終了の話を聞いたことを述べ、「越えられない壁がありましたね」「私の土手ではちょっと越えられなかった壁があったかなという感じじゃないかなと判断しております。残念です。とても残念です」と述べた。さらに、「2年できたことが私は奇跡に近いと思うんですよ。こんな何者か分からない人が最初に月曜日につかせてもらえて。2年もやれただけ、0をやれただけすごいことやと思います」とも述べた。
2023年3月10日、同月18日（19日深夜）に一夜限りの復活放送が行われることが発表された。これについて、ファーストサマーウイカは「ただいまー!! 土手のみんな、元気にしてますか？ 約1年ぶりにウイカANN0が帰ってきました！ 今回が記念すべき第100回目の放送！ この1年で変わったこと変わらなかったこと、土手リスナーの皆と近況報告し合いたいなー！」と土手リスナーに向けてコメントを送った。
2024年12月30日（31日深夜）、約一年半ぶりに通称“1部”といわれる『ファーストサマーウイカのオールナイトニッポン』として復活放送。

## 放送時間
- 火曜日 3時00分 - 4時30分（月曜日深夜）

## パーソナリティ
- ファーストサマーウイカ

## コーナー
- 命名!ウイカネーム![11]

様々な有名人に命名した「ファーストサマーウイカ」のような名称を募集するコーナー。
GLAYのTERUにまつわる投稿が多くなったため、7月27日(28日未明)の放送では、TERUと親交の深いゲストのエハラマサヒロと共にTERUのウイカネームを決定するなど、ゲストが出演するとそのゲストにまつわるウイカネームを募集することがある。
- 盗聴!!ファーストサマーウイカ[11]

リスナーが「盗み聞き」を行った「エロい発言」をリスナーから募る。パーソナリティのウイカ本人が言っている設定の他にも、名前の一部を「ウイカ」または「ウイ」にした著名人、漫画・アニメキャラクターのモノマネメールも多数採用されている。
- FMのコーナー[11]

リスナーから寄せられたエピソードをウイカがFM調に読むが、リスナーはそのエピソードに下ネタをそっと取り入れ、最後はウイカがその下ネタに気づいてキレながらツッコミを入れる。
- 今週の湿るニュース

4時前のCM明けジングルで流されるコーナー。国内外のエロに関するニュースを読み上げ、そのニュースを0も含めた6段階（0から5まで）の「湿り」で評価する。リスナーが投稿できるコーナーとして公式サイトに掲載されており、稀にリスナーから報告されたニュースが採用されていた。
アイドルなど、このコーナーを聴かせることが相応しくないゲストが来ている場合は、エロが絡まない「占めるニュース」になるなどの配慮が行われる。
- 性格の悪い戯び[13]

リスナーが密かにやっている「性格の悪い戯び」を募集する。10月12日（13日未明）の放送より開始。
- 愛おしい君へ[14]

「愛おしい」と感じる行動をしている人に向けた手紙を送ってもらうコーナー。「愛おしい」を建前に、周囲を顧みない迷惑な行動や、自意識からくる無駄な行動をしている人への皮肉や悪意を込めた手紙が読み上げられる。2020年11月9日（10日未明）の放送より開始。元々は開始日のゲストであった根本宗子を楽しませるために作られた特別コーナーであったが、肝心の根本本人には「普通」という評価を貰ってしまった。
- なかったコトに！したいコト！！

株式会社グラフィコから発売されているヘルシーバランス応援サプリ「なかったコトに！」とのタイアップコーナー。コーナーBGMはRADIO FISH『PERFECT HUMAN』
リスナーが経験した失敗談や恥ずかしい言動など「なかったコトに！」したいエピソードを送ってもらうコーナー。毎週1名を「ウイカ賞」として表彰し、選ばれたリスナーにはAmazonギフトカード5000円分と、「なかったコトに！」14日分3パックが贈られる。また、コーナーの最後にはその週に読んだコーナーメールを全てシュレッダーにかけ、「なかったコト」にする。
2021年3月8日（9日未明）から3月29日（30日未明）までの期間限定で行われた。
- お前、マンガの影響受けすぎな！

上述の「なかったコトに！したいコト！」で、マンガやアニメの影響を受けて恥ずかしい言動をしてしまったリスナーからのメールが多数来たことから、2021年4月19日（20日未明）放送回のゲストでマンガ・アニメ好きの生駒里奈と共有するために作られたコーナー。タイトル通り、過去にマンガやアニメの影響を受けてやってしまった恥ずかしい言動を募集する。
- アフタートーク

ミクチャ限定で行われている、5分ほどのおまけコーナー。当初は「ムッシュ」と「リップス」と名付けられたデッサン人形を使用して視聴者に「四十八手」を毎週ひとつずつ教えていたが、全て教え終わったために現在はリスナーから送られてきた悩み相談に答えるコーナーを行なっている。
ミクチャ限定のアフタートーク自体は他の曜日にもある共通コーナーだが、独自にコーナーを開設してメールを募集しているのは当番組のみである。

## ゲストおよびその他の出演者
- 安田顕（TEAM NACS） - 2020年4月28日（電話出演）[注 5][15][16]、2021年12月14日[注 6]、2022年3月29日（コメント出演）
- くっきー!（野性爆弾） - 2020年6月9日
- エハラマサヒロ - 2020年7月28日
- TERU（GLAY・コメント出演） - 2020年8月4日[注 7]
- ナヲ（マキシマム ザ ホルモン） - 2020年9月8日[17]
- DJ松永 - 2020年10月20日
- 根本宗子 - 2020年11月10日、2021年4月19日（ジングル出演）[注 8]、8月16日
- 新内眞衣（当時乃木坂46） - 2020年12月15日[18]
- 高城れに（ももいろクローバーZ） - 2021年1月19日[注 9]、2022年1月8日[注 10]
- 堀内健（ネプチューン）、出川哲朗 - 2021年1月26日[19][20][注 11]
- 久保ミツロウ、 能町みね子 - 2021年2月15日[22]
- HANDSIGN - 2021年3月8日[注 12]
- 生駒里奈 - 2021年4月19日[注 13]
- 関和亮 - 2021年5月18日
- 粗品（霜降り明星） - 2021年6月15日
- 堀くるみ（元・たこやきレインボー） - 2021年6月22日
- 木村昴 - 2021年7月13日
- 祖父江里奈（テレビ東京プロデューサー） - 2021年8月9日、2022年3月29日（電話出演）
- 福田麻貴 （3時のヒロイン） - 2021年9月6日、2022年3月1日[注 14]
- 綾小路翔（氣志團） - 2021年10月18日
- ベッド・イン、でか美ちゃん　- 2022年3月14日

## ポッドキャスト
番組から派生したポッドキャスト番組、「ウイカ初めてのSDGs～powered byファーストサマーウイカのオールナイトニッポン0（ZERO）」が2021年2月22日22時よりニッポン放送 PODCAST STATIONなどで配信されている。内容は、ニッポン放送・フジテレビ・BSフジ合同で実施されている「楽しくアクション！SDGs」プロジェクトのアンバサダーに任命されたウイカがSDGsについて学ぶもので期間限定で毎週月曜22時にアップされる予定。

## 出来事
- 2020年6月15日（16日深夜）の放送では、テレビアニメ『波よ聞いてくれ』との「ゲリラ」コラボ企画を実施した。この企画は以前よりアニメの主人公の鼓田ミナレがウイカに似ているという話題をラジオで話したことで、アニメの製作サイドからオファーが届いた事から実現した。内容は曲の途中から事前収録したアニメの第5話「生かして帰さない」で、ウイカ演ずる主人公がゲリラ放送を行ったものを再現したものを流すというもの。なおこの際MixChannelでは、ウイカがリスナーからのメールを読んでいる風にしている映像を流した[24]。

## 備考
- 2020年6月29日（30日深夜）の放送は東京都知事選挙政権放送を放送するため、ニッポン放送のみ3時55分までの短縮放送となった（フルネット局とMix Channelの同時配信は通常通り4時30分まで）
- 2022年春の改編では、ニッポン放送の改編が地方ネット局の改編より1週間遅いため、同年3月28日からオールナイトニッポン0の放送を開始する秋田放送（ABS）、ラジオ福島（rfc）、山口放送（KRY）、熊本放送（RKK）、宮崎放送（mrt）の5局が、この番組を最終回だけ放送するという珍事が起きた。

## スタッフ

### 現在
- ディレクター：中村悠紀（2021年3月30日 - 、ADから昇格）
- 構成：宮森かわら（2020年3月31日 - ）、高垣雄海（2021年3月30日 - )
- AD：小鍛冶優子（2021年3月30日 - ）

### 過去
- ディレクター：金子司（2020年3月31日 - 2021年3月23日）
- 構成：岡本健太（2020年3月31日 - 2021年3月23日）

## イベント
- 「ファーストサマーウイカのオールナイトニッポン0（ZERO） 土手の衆2021 ～例の日本青年館～」（2021年10月8日、日本青年館）
  - 番組初の公開イベント。イベント前には通販限定で公式グッズの販売も行われた。副題の「例の日本青年館」は、番組内で以前「番組イベントを行うなら会場は『例のプール』にしたい」というトークが行われていた事に由来する。当初はゲストに根本宗子の出演が予定されていたが、「スタッフ側との行き違い」を理由に根本側から出演を辞退する申し出があり、当日になって出演がキャンセルされた。[25]。
    - ゲスト：DJ松永（Creepy Nuts）、祖父江里奈（テレビ東京プロデューサー）、木村昴 [注 15]、ショーゴ（東京ホテイソン）[注 16]

## 放送休止事例（代理番組）
- 2020年9月21日 - マヂカルラブリー
- 2021年1月4日 - 吉住（ゲスト：阿佐ヶ谷姉妹）
- 2021年5月3日 - Zoomgals
- 2022年1月3日 - ヨネダ2000
- 2022年1月24日 - でか美ちゃん[26]
- 2022年1月31日 - 高城れに（ももいろクローバーZ）[27]